# Viticoltura in Serbia

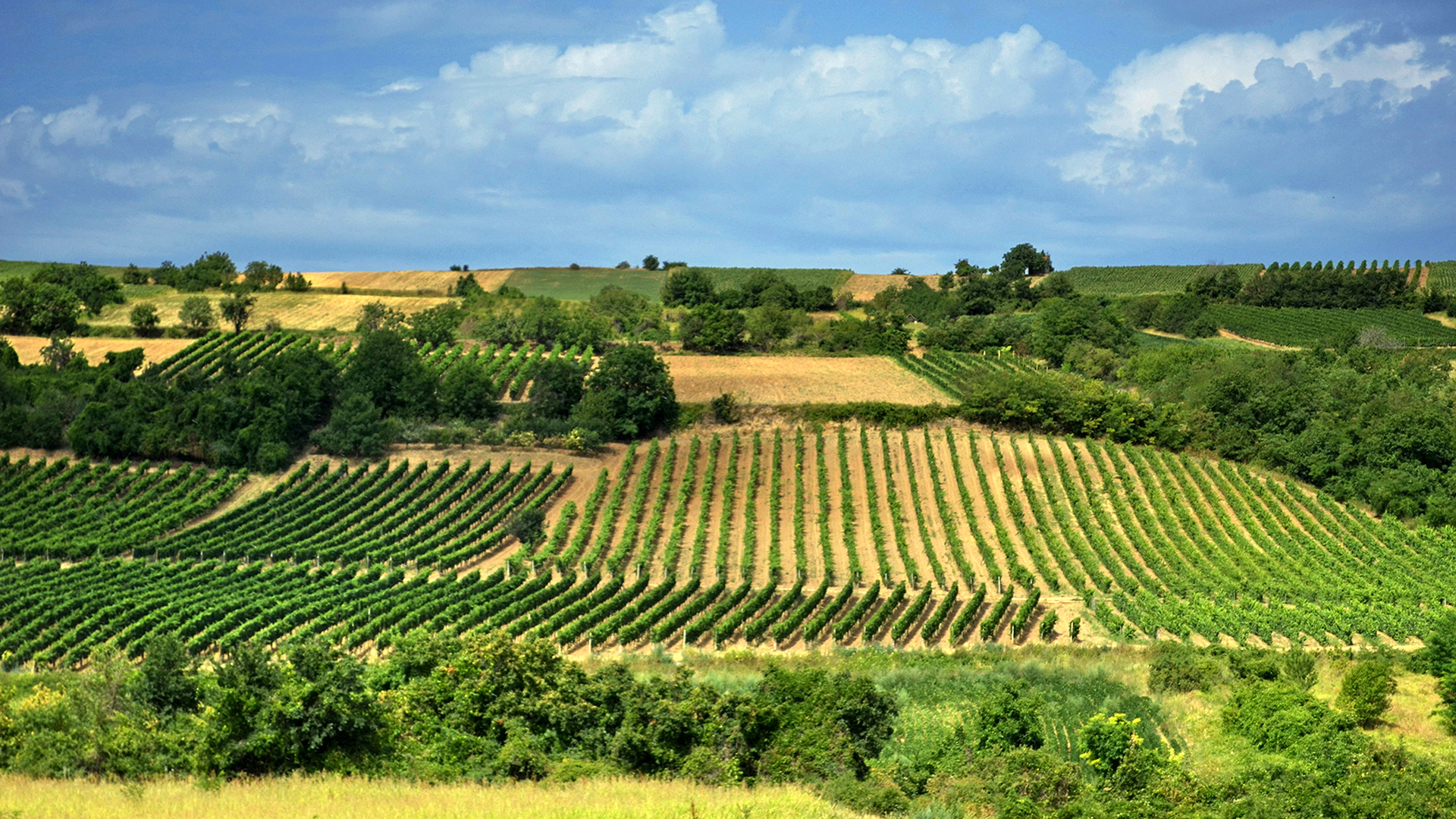
Vigneto nel Fruška Gora

La viticoltura in Serbia vanta una tradizione millenaria caratterizzata da una ricca diversità di vitigni autoctoni e da un crescente riconoscimento internazionale. Il paese offre una varietà di regioni vinicole, ciascuna con caratteristiche uniche che contribuiscono alla produzione di vini distintivi.

## Storia
Le origini della viticoltura in Serbia risalgono all'età del bronzo, con ritrovamenti archeologici di semi di vite e recipienti per il vino nelle zone di Grocka e Vinča. Durante l'Impero Romano la viticoltura prosperò fino al 92 d.C., quando l'imperatore Domiziano vietò la produzione di vino nelle province romane al di fuori della penisola italica. Il divieto fu revocato nel III secolo dall'imperatore Marco Aurelio Probo, originario di Sirmium (odierna Sremska Mitrovica), che incentivò la coltivazione della vite nella regione. Nel Medioevo, sotto la dinastia dei Nemanjić (famiglia), la viticoltura serba raggiunse un nuovo apice con la produzione vinicola fiorente soprattutto nei monasteri. L'imperatore Dušan il Potente (1331-1355) introdusse alcune delle prime leggi europee sulla qualità del vino e sulle indicazioni geografiche. Tuttavia, l'invasione ottomana portò a un declino della produzione vinicola con una ripresa significativa solo a partire dal XVIII secolo sotto l'influenza asburgica. Nel XX secolo, durante l'era comunista, l'enfasi sulla quantità a scapito della qualità caratterizzò la produzione vinicola, ma dagli anni '90 si è assistito a una rinascita con un rinnovato focus sulla qualità e sulle varietà autoctone.

## Clima
La Serbia presenta un clima continentale temperato, ideale per la viticoltura. Le estati calde e gli inverni miti, insieme a una distribuzione equilibrata delle precipitazioni, favoriscono la coltivazione di diverse varietà di uve. La presenza di fiumi come il Danubio e la Morava contribuisce a creare microclimi favorevoli nelle regioni vinicole.

## Regioni Vitivinicole
La Serbia è suddivisa in tre principali regioni vinicole: Serbia Centrale, Vojvodina, Kosovo e Metochia.
- Serbia Centrale: include la regione di Šumadija nota per le sue dolci colline e una lunga tradizione vinicola. Qui si coltivano sia varietà autoctone come il Prokupac che internazionali come lo Chardonnay e il Cabernet Sauvignon[4].

- Vojvodina: situata nel nord del paese, beneficia della vicinanza al fiume Danubio che crea condizioni ideali per la viticoltura. La zona di Fruška Gora è particolarmente rinomata per la produzione di vini bianchi da varietà come il Riesling e il Gewürztraminer[6].

- Kosovo e Metohija: questa regione, con un clima mediterraneo, è storicamente significativa per la viticoltura serba producendo vini distintivi da varietà locali e internazionali[4].

## Vitigni
La Serbia coltiva oltre 200 varietà di uve, con una crescente attenzione verso quelle autoctone:
- Prokupac, vitigno rosso autoctono noto per la produzione di vini dal colore intenso e dal profilo fruttato con note speziate[7].

- Tamjanika, varietà aromatica, versione locale del Muscat Blanc à Petits Grains, apprezzata per i suoi profumi intensi e il gusto raffinato[4].

- Smederevka, uva bianca tradizionale utilizzata per produrre vini freschi e leggeri spesso destinati al consumo quotidiano[8].

- Probus, incrocio tra Kadarka e Cabernet Sauvignon, combina le caratteristiche fruttate della Kadarka con la struttura tannica del Cabernet offrendo vini equilibrati e adatti all'invecchiamento[4].

## Vini
La produzione vinicola serba comprende sia vini bianchi che rossi, con una leggera predominanza dei bianchi. Negli ultimi anni i vini serbi hanno ottenuto riconoscimenti internazionali in concorsi prestigiosi come il Decanter e l'AWC Vienna, evidenziando la crescente qualità e l'impegno dei produttori locali.

## Normative
Negli ultimi decenni la Serbia ha implementato riforme significative nel settore vinicolo. Nel 2008, il Ministero dell'Agricoltura ha avviato un'iniziativa per riformare le leggi sulla produzione vinicola e riclassificare le regioni vinicole. Nel 2013 è stata pubblicata una nuova classificazione che definisce 22 regioni vinicole, specificandone i confini e le caratteristiche dettagliate. Queste normative mirano a migliorare la qualità del vino serbo e a rafforzarne la posizione nei mercati internazionali .